# Renault Talisman
Renault Talisman — среднеразмерный автомобиль компании Renault. Серийно выпускается с 2015 года. Talisman создан на новой платформе Common Module Family. В Южной Корее продаётся как Renault Samsung SM6. Автомобиль был представлен в 2015 году на автосалоне во Франкфурте в кузовах седан и универсал.. Производство модели завершилось в феврале 2022 года. В Россию автомобиль Renault Talisman официально не поставлялся.

## Безопасность
| Euro NCAP                                                    | Euro NCAP | Euro NCAP | Euro NCAP             |
| ------------------------------------------------------------ | --------- | --------- | --------------------- |
| · общий рейтинг                                              |           |           |                       |
| 86%                                                          | 84%       | 68%       | 76%                   |
| взрослый пассажир                                            | ребёнок   | пешеход   | активная безопасность |
| Протестированная модель: Renault Talisman 1.5dCi, LHD (2015) |           |           |                       |